# Саринг (Болцано)
Саринг је насеље у Италији у округу Болцано, региону Трентино-Јужни Тирол.
Према процени из 2011. у насељу је живело 50 становника. Насеље се налази на надморској висини од 511 м.